# Jung Chan-woo (cantante)
Jung Chan-woo (en coreano: 정찬우; Songpa-gu, Seúl, 26 de enero de 1998), mejor conocido, monónimamente, como Chanwoo y también por su nombre artístico Chan, es un cantante y actor surcoreano, miembro del grupo IKON, de la firma YG Entertainment. Es conocido por interpretar la contraparte más joven de Lee Minho tanto en Chicos Sobre Las Flores (2009) como en Los Herederos (2013).

## Biografía

### Primeros años
Jung Chan-woo nació el 26 de enero de 1998 en Songpa-gu, Seúl, y creció en Yongin, Provincia de Gyeonggi, Corea del Sur. En 2006, apareció en el vídeo musical de TVXQ,  "Ballons", como la versión más joven de Max Changmin. En 2008, apareció en Lost and Found y varios dramas subsecuentes, empezando con The Great King Sejong. Chanwoo interpretó la versión más joven de Lee Min-ho  tanto en Chicos Sobre Flores como en Los Herederos.

### 2014–presente:Mix & Matchy iKON
A finales del 2014, fue revelado que los YGE trainees de WIN: Who Is Next, el Team B regresaría en otro programa de supervivencia de Mnet , Mix & Match. Además, tres nuevo trainees fueron añadido a la competencia, incluyendo a Chanwoo. El resultado del programa fue el debut de todos los miembros del Team B  junto a Jung Chanwoo como una alineación de siete miembros, bajo el nombre iKON. El grupo hizo su debut oficial el 15 de septiembre del  2015 con el prelanzamiento de su sencillo digital "My Type". 
En julio de 2018, Jung empezó su canal de Youtube, nombró "La vida de Chan (찬우살이)".

## Filantropía
El 8 de abril del 2019 fue informado que Chanwoo donó ₩10 millones a la Hope Bridge Association of the National Disaster Relief para los residentes afectados por el incendio forestal en Gangwon, Corea del Sur.

## Filmografía

### Serie de televisión
| Año  | Red  | Título                      | Función                     |
| ---- | ---- | --------------------------- | --------------------------- |
| 2008 | KBS2 | The Great King, Sejong      | Príncipe Yang-Nyung (joven) |
| 2009 | SBS  | Cain Y Abel                 | Lee Seon-Woo (joven)        |
| 2009 | KBS2 | The Slingshot               | Do Jae-myeong (joven)       |
| 2009 | KBS2 | Chicos Sobre Flores         | Gu Jun-pyo (Joven)          |
| 2009 | MBC  | Heading to the ground / top | Cha Bong-gun (joven)        |
| 2013 | SBS  | Los Herederos               | Kim Tan (joven)             |

### Películas
| Año  | Título         | Función                |
| ---- | -------------- | ---------------------- |
| 2008 | Lost and Found | Park Dong-shik (joven) |
| 2012 | Gabi           | Illichi (Joven)        |

### Reality shows y apariciones
| Año  | Título          | Red                | Comentarios | Ref.  |
| ---- | --------------- | ------------------ | ----------- | ----- |
| 2014 | Mix & Match     | Mnet               | Concursante | [ 3 ] |
| 2016 | Heroes of Remix | Jiangsu Televisión | Concursante |       |